# 1953 en Belgique
Chronologie de la Belgique
- 1949
- 1950
- 1951
- 1952
- 1953
- 1954
- 1955
- 1956
- 1957

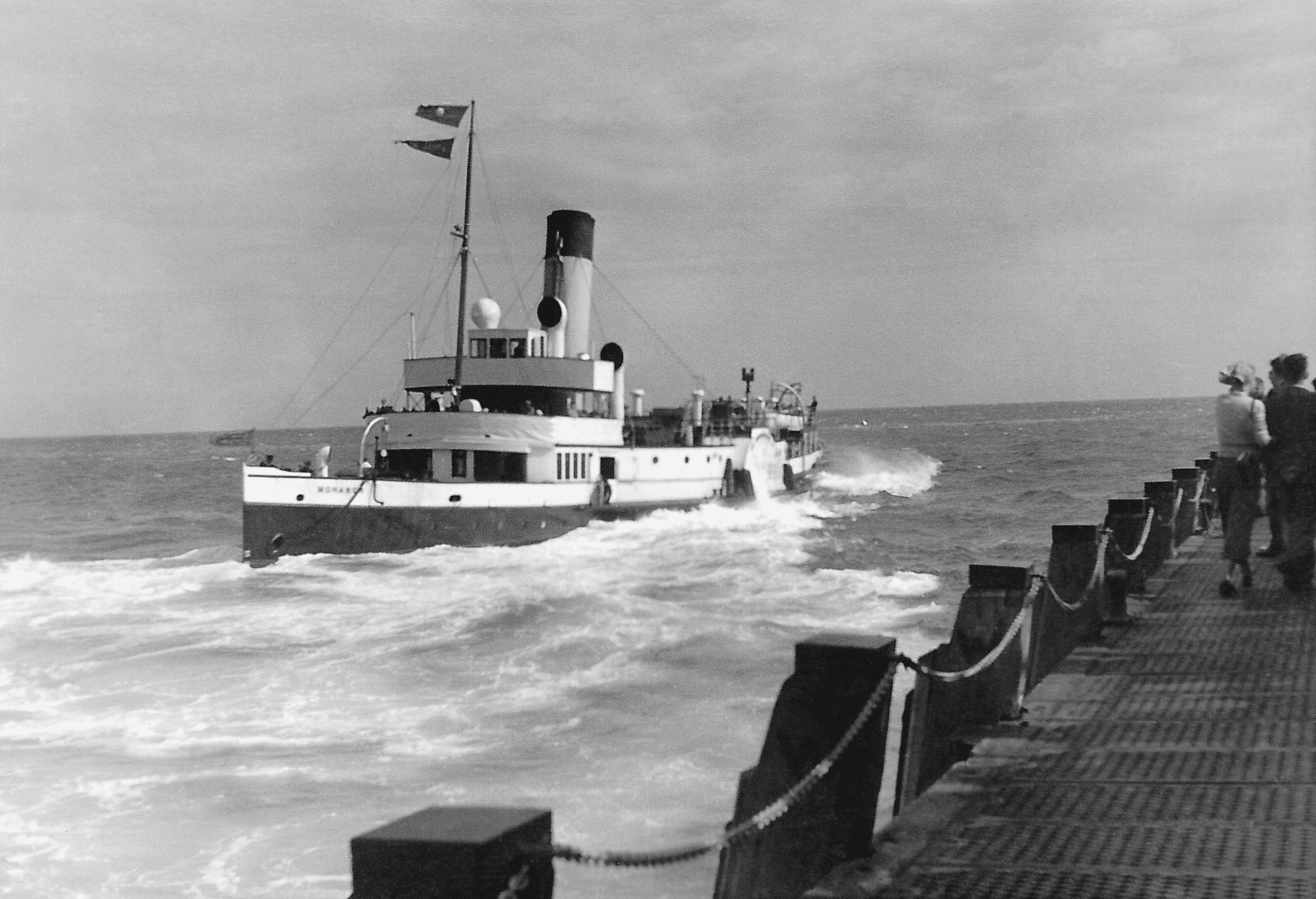

Cette page recense des événements qui se sont produits durant l'année 1953 en Belgique.

## Chronologie
- Du 31 janvier au 1er février : des vents violents accompagnés d'une forte marée haute provoquent des inondations catastrophiques sur la côte et la rupture de plusieurs digues (notamment dans la région de Beveren). On dénombre une dizaine de morts en Belgique et plus de 1 800 aux Pays-Bas[1],[2].

- 31 octobre à 20h30 : début des premières émissions de télévision nationales (INR) depuis les studios 5 et 6 de la place Flagey[3],[4],[5].
- Fondation de l'entreprise pharmaceutique Janssen Pharmaceutica.

## Culture

### Bande dessinée
Albums parus en 1953 :
- Le Casque tartare de Willy Vandersteen.
- Le Château maudit d'Eddy Paape et Jean-Michel Charlier.
- Les Gangsters du pétrole de Jean-Michel Charlier et Victor Hubinon.
- Le Joueur de tamtam de Willy Vandersteen.
- Le Loup qui rit de Willy Vandersteen.
- Les Mousquetaires endiablés de Willy Vandersteen.
- Objectif Lune d'Hergé.
- Pilotes d'essai de Jean-Michel Charlier et Victor Hubinon.
- Le Secret de l'Espadon d'Edgar P. Jacobs.

### Cinéma
- Bongolo et la Princesse noire d'André Cauvin.

### Littérature
- Prix Rossel : Paul-Aloïse De Bock, Terres basses.
- La Géométrie dans l'impossible, recueil de nouvelles fantastiques de Jacques Sternberg[6].
- Les Oignons, recueil de poèmes de Norge[7].
- Pitié pour Violette, pièce de théâtre de Jean Sigrid[8].
- Le Semeur de rêves, recueil de poèmes de Maurice Carême[9].

#### Romans policiers deGeorges Simenon
- Antoine et Julie
- L'Escalier de fer
- Feux rouges
- Maigret a peur
- Maigret et l'Homme du banc
- Maigret se trompe

### Peinture
- Golconde, tableau de René Magritte.

## Sciences
- Prix Francqui : Claire Préaux (philologie classique, ULB)[10].
- Médaille d'Or de la Fondation Francqui : Étienne Lamotte (philosophie classique, orientalisme, UCL)[11].

## Naissances
- 22 mars : Herman Helleputte, joueur et entraîneur de football.
- 3 avril : Pieter Aspe, écrivain d'expression néerlandaise.
- 11 avril : Guy Verhofstadt, Premier ministre de 1999 à 2008.
- 9 mai : Bruno Brokken, athlète.
- 6 juin : Jan Durnez, homme politique.
- 23 juillet: Claude Barzotti, chanteur.
- 25 juillet : Ariël Jacobs, joueur et entraîneur de football.
- 5 septembre : Gerda Mylle, femme politique († 16 juin 2020).
- 4 décembre : Jean-Marie Pfaff, joueur de football.

## Décès
- 6 janvier : Maurice Corneil de Thoran, musicien et chef d'orchestre (° 15 janvier 1881).
- 9 janvier : Jean Brusselmans, peintre (° 13 juin 1884).
- 17 janvier : Jean de Bosschère, écrivain et peintre naturalisé français en 1951 (° 5 juillet 1878, mort à Châteauroux).
- 19 janvier : Jean Delville, peintre (° 19 janvier 1867).
- 11 mars : Charles Saroléa (en), romaniste (° 24 octobre 1870, mort à Édimbourg).
- 26 mars : Paul Loicq, hockeyeur sur glace (° 11 août 1888).
- 14 avril : Emmanuel de Bom (nl), écrivain de langue néerlandaise et journaliste (° 9 novembre 1868).
- 2 juin : Servais Le Roy (en), illusionniste (° 4 mai 1865).
- 20 juin : Henri De Man, homme politique (° 17 novembre 1885).
- 25 juin : Jules Van Nuffel, prêtre, compositeur et musicologue (° 21 mars 1883).
- 3 juillet : Gaston Rebry, coureur cycliste (° 26 janvier 1905).
- 12 juillet : Joseph Jongen, compositeur et organiste (° 14 décembre 1873).
- 14 septembre : Pierre Nolf, médecin et homme politique (° 26 juillet 1873).
- 18 septembre : Charles de Tornaco, pilote automobile (° 7 juin 1927, mort à Modène durant des essais).
- 18 octobre : Annette Cogels (nl), exploratrice, joueuse de tennis et écrivaine (° 28 mai 1900).
- 2 novembre : Émile Cammaerts, poète (° 16 mars 1878).
- 4 novembre : Robert Protin, coureur cycliste (° 10 novembre 1872).
- 30 novembre : Félix Gogo, peintre (° 12 novembre 1872).
- 6 décembre : Robert Godding, homme politique (° 8 novembre 1883).
- 29 décembre : Jean Vanderghote (nl), homme politique (° 12 août 1891).